# Ancuţa Stoenescu
Ancuţa Stoenescu, född 1 januari 1980, är en rumänsk basketspelare. 
Stoenescu deltog vid olympiska sommarspelen 2020 och var en del av Rumäniens lag som blev utslagna i gruppspelet i tremannabasket.